# Dūl-e Elyās
Dūl-e Elyās (persiska: دول الیاس) är en ort i Iran.   Den ligger i provinsen Kermanshah, i den västra delen av landet, 500 km väster om huvudstaden Teheran. Dūl-e Elyās ligger 582 meter över havet och antalet invånare är 133.
Terrängen runt Dūl-e Elyās är kuperad österut, men västerut är den platt.Runt Dūl-e Elyās är det ganska tätbefolkat, med 155 invånare per kvadratkilometer. Närmaste större samhälle är Sarpol-e Z̄ahāb, 2,6 km söder om Dūl-e Elyās. Trakten runt Dūl-e Elyās består till största delen av jordbruksmark.